# Кангранде II делла Скала
Кангранде II делла Скала (*Cangrande II della Scala, 7 червня 1332, Верона — 14 грудня 1359) — синьйор Верони в 1352—1359 роках.

## Життєпис
Походив з династії Скалігери. Старший син Мастіно II, синьйора Верони, та Таддеї да Каррара. Народився у 1332 році в Вероні. За правління батька та стрийка нічим себе не виявив, незважаючи на військовий досвід у 1337—1339 роках.
1350 року оженився з дочкою імператора Людовіка IV Віттельсбаха. Лише у 1352 році після смерті  Альберто II успадкував владу над Вероною.
Із самого початку вирішив зібрати незліченні скарби для відновлення влади над колишніми містами Скалігерів. При цьому вирішив спиратися на найманців з Баварії та Бранденбургу. 1352 року розпочав зводити потужну фортецю Веккью (завершено 1356 року). Після цього налагоджуються гарні стосунки з Феррарою та Венецією. 1353 року приєднується до Антиміланської ліги. У 1354 році отримав від Карла IV Люксембурга, імператора Священної Римської імперії, посаду імператорського вікарія Верони і Віченци. Після цього вийшов з Антиміланської ліги.
Посилення податкового тягаря (вперше впроваджено податок на землю, зменшено або скасовано пенсії сановників попередніх синьйорів, зменшено виплати чиновникам двору) викликало невдоволення населення. Водночас виявилися амбіції середнього брата Кансіньоріо, якому вирішили допомогти падуанські синьйори Каррари, що побоювалися амбіцій Кангранде II.
У 1354 році вибухнуло повстання проти влади синьйора Верона, яким намагався скористатися зведений брат Фрегнано. Втім, Кангранде II придушив змову і повстання за допомогою баварських найманців.
Втім, уже у 1359 році виникла нова змова, в результаті якої брат Кансіньоріо власноруч вбив Кангранде II. Владу успадкували Кансіньоріо та його брат Паоло Альбойно.

## Родина
Дружина — Єлизавета, донька Людовіка IV Віттельстбаха, імператора Священної Римської імперії.
8 бастардів